# Clemens Kickh
Clemens Kickh OSB (* 23. Oktober 1827 in Wien; † 7. August 1913 ebenda; eigentlich Rudolf Josef Kickh) war ein österreichischer römisch-katholischer Theologe, Hofprediger und Schulmann.

## Leben
Kickh trat nach dem Besuch des Wiener Schottengymnasiums 1845 in die Schottenabtei ein. Er studierte Theologie an der Universität Wien und wurde 1850 zum Priester geweiht. Von 1850 bis 1855 war er Präfekt der stiftlichen Sängerknaben, daneben wirkte er als Prediger in der Stiftspfarre und der Pfarre Gumpendorf. Nach philologischen Studien an der Wiener Universität war er ab 1856 Supplent am Schottengymnasium und von 1861 bis 1895 Professor für Latein und Deutsch. 1859 promovierte er zum Doktor der Theologie. 1861 wurde er in Nachfolge des zum Abt des Schottenstiftes gewählten Othmar Helferstorfer zum Hofprediger an der Wiener Hofkapelle ernannt; er übte dieses Amt 40 Jahre lang bis 1901 aus und wurde darin von seinem Mitbruder Cölestin Wolfsgruber beerbt.
Kickh war einer jener gebildeten christlichen Humanisten, die dem alten österreichischen humanistischen Gymnasium ihren Stempel aufdrückten. Zu seinen engen Freunden zählten die Maler Joseph von Führich und August von Wörndle. 1866 war Kickh Dekan des theologischen Doktorenkollegiums der Universität Wien. 1881 erhielt er das Ritterkreuz, 1900 das Komturkreuz des Franz-Joseph-Ordens.